# × Orchigymnadenia robsonii
× Orchigymnadenia robsonii – hybrydowy gatunek roślin z monotypowego rodzaju × Orchigymnadenia z rodziny storczykowatych (Orchidaceae). Gatunek wystęujący w Europie we Francjii i Wielkiej Brytanii. Formuła hybrydowa to Gymnadenia conopsea × Orchis mascula.

## Systematyka
Gatunek sklasyfikowany do podplemienia Orchidinae w plemieniu Orchideae, podrodzina storczykowe (Orchidoideae), rodzina storczykowate (Orchidaceae), rząd szparagowce (Asparagales) w obrębie roślin jednoliściennych.